# Hieracium cornigerum
Hieracium cornigerum là một loài thực vật có hoa trong họ Cúc. Loài này được Norrl. & H.Lindb. mô tả khoa học đầu tiên năm 1906.